# アンテイグレシア
アンテイグレシア（西：anteiglesia）は、スペインのバスク地方で実施されていた住民自治の意思決定機関、またはその集会のこと。直接民主制の一形態。
アンテイグレシアとはスペイン語で「玄関」を意味し、これは自治のための集会が主に教会の門前、前庭で行われていたことに由来する。
バスク地方の議会はアンテイグレシアの代表で構成されており、自治権のみならず徴税権を持つ行政機関として機能していた。1年に一度開催され、以後1年間の地域住民に関わる事項を決定した。
15世紀にフエロ（諸特権）から多くの自治権が除かれた事により、アンテイグレシアの権能は低下した。自治制度としてのアンテイグレシアは長らく断絶していたが、1990年にバスク州ビスカヤ県の自治体イウレタ（Iurreta）で復活した。